# Young Love
A Young Love Janet Jackson amerikai énekesnő első kislemeze bemutatkozó, Janet Jackson című albumáról. A dalt René Moore és Angela Winbush írták, hasonlóan az albumon szereplő dalok feléhez. A Young Love a Billboard Hot 100 slágerlistán a 64., az R&B-slágerlistán a 6. helyre került, ezzel ez lett Jackson első Top 10 R&B-dala.
Jackson 2008-as Rock Witchu turnéja volt az első turné, amin előadta a dalt.

## Hivatalos változatok/Remixek
- Young Love (Album Version) – 4:58
- Young Love (Edited Version) – 3:39
- Young Love (Dance Remix / Humberto Gatica Remix) – 5:07

Az 5:07 hosszú remix Janet első válogatásalbuma, a Design of a Decade 1986/1996 kétlemezes változatának második lemezén található.

## Számlista[1]
7" kislemez (USA, Hollandia, Japán)
1. Young Love (Edited Version)
2. The Magic Is Working

7" kislemez (Spanyolország)
1. Young Love
2. The Magic Is Working

## Helyezések
| Slágerlista (1982)                             | Legmagasabb helyezés |
| ---------------------------------------------- | -------------------- |
| USA Billboard Hot 100                          | 64                   |
| USA Billboard Hot R&B/Hip-Hop Singles & Tracks | 6                    |
| Dél-Afrika (eladási adatok alapján)            | 34                   |
| Új-Zéland                                      | 16                   |